# ویلیام کریستین
ویلیام کریستیان (William Christian) (زادهٔ احتمالاً ۱۷۴۲ – درگذشتهٔ ۹ آوریل ۱۷۸۶)، افسر نظامی، مزرعه‌دار و سیاستمدار از قسمت جنوبی مستعمره ویرجینیا بود. وی نماینده شهرستان فین‌کاسل در مجلس ایالتی ویرجینیا بود و زمانی که روابط با بریتانیا به تنش گرایید، او قطعنامه فین‌کاسل را امضاء کرد. بعدها او از ویرجینیا غربی در مجلس سنای ویرجینیا نمایندگی نمود و فورت ویلیام (لوییویل، کنتاکی امروزی) را بنیان گذاشت، او همچنین در راستای مذاکرات پیمان جزیره طولانی هولستون که منتج به تأمین صلح میان مردان کوه‌نشین و چروکی‌ها در ۱۷۷۷ میلادی شد، همکاری نمود. او در مراحل آغازین جنگ هندی‌های شمال‌غربی، زمانی که مأموریتی را بر علیه آمریکایی‌های بومی هدایت می‌کرد، در ۱۷۸۶ میلادی در منطقه‌ای که حالا موسوم به جفرسونویل، ایندیانا است به قتل رسید.

## اوایل زندگی و خانواده
کریستیان در حدود ۱۷۴۲ میلادی احتمالاً در شهرستان آگاستا، ویرجینیا زاده شد. او فرزند الیزابت استیرک و شوهر وی اسرائیل کریستیان بود، پدر و مادر وی مهاجرین ایرلندی بودند که در ۱۷۴۰ میلادی در استنتون، ویرجینیا مسکن گزین شده و در آنجا یک مغازه عمومی داشتند. اسرائیل کریستیان از سال ۱۷۵۸ تا ۱۷۶۵ میلادی چندین بار نماینده شهرستان آگاستا در مجلس ایالتی ویرجینیا بود و همچنین در راستای بنیان‌گذاری شهرهای کریستیان‌بورگ و فین‌کاسل همکاری کرده بود. ویلیام کریستیان و خواهران وی احتمالاً از مادرشان آموزش «بسیار فوق‌العاده و خوب» دریافت کرده بودند.
کریستیان زمانی که مرد جوان بود در نبرد انگلیس و چروکی (۱۷۵۸ – ۱۷۶۱ میلادی) تحت فرماندهی سرهنگ ویلیام بیرد، به عنوان سروان خدمت کرد. او در اواسط دهه ۱۷۶۰ میلادی تحت نظر پاتریک هنری به آموزش حقوق پرداخت، اما هیچ مدرکی مبنی بر اینکه کریستیان حرفه حقوقی داشته‌است در دسترس نیست. او با خواهر هنری به‌نام آن ازدواج کرد. آنها چندین دختر داشتند که ازدواج نموده و صاحب فرزند شدند؛ تنها پسر آنها، ویلیام هنری کریستیان در ۱۸۰۰ میلادی زمانی که تقریباً ۱۹ ساله بود، قبل از اینکه ازدواج کند، وفات کرد.

## حرفه
کریستیان در بخشی از شهرستان باتتورت، ویرجینیا زندگی می‌کرد که بعداً شهرستان فین‌کاسل، ویرجینیا شد. او از ۱۷۷۳ تا ۱۷۷۵ میلادی، یکی از دو نماینده شهرستان جدیدالتاسیس در سه دوره آخر مجلس ایالتی ویرجینیا بود. در ۱۷۷۴ میلادی، کریستیان یک تیپ شبه‌نظامیان از شهرستان فین‌کاسل را در نبرد دنمور فرماندهی نمود، اما او و نیروهایش خیلی دیر رسیدند و توانستند در نبرد سرنوشت‌ساز پاینت پلزنت شرکت کنند.
با تیره شدن روابط با بریتانیا، کریستیان یکی از امضاءکنندگان قطعنامه‌های فین‌کاسل بود، قطعنامه‌ای که از جمله نخستین بیانیه‌ها در رابطه با مقاومت مسلحانه علیه تاج و تخت بریتانیا در مستعمرات آمریکایی بود. با نزدیک شدن جنگ انقلاب آمریکا، کریستیان در ۱۷۷۵ میلادی در کمیته مصونیت فین‌کاسل خدمت می‌کرد و پس از اینکه فرماندار شاهی ویرجینیا قوه مقننه این ایالت را الغا نمود، وی در چهار دوره نخست از پنج دوره کنوانسیون ویرجینیا به عنوان نماینده این شهرستان انتخاب گردید. پس از اینکه پنجمین کنوانسیون انقلابی ایالت مشترک‌المنافع ویرجینیا را تأسیس کرد، رأی‌دهندگان شهرستان‌های باتتورت و فین‌کاسل کریستیان را به عنوان نماینده خود در سنای ویرجینیا برگزیدند. با این حال، در جلسه بعدی سنای ویرجینیا، مرزبندی‌های شهرستان‌ها تغییر نموده و شهرستان باتتورت به شهرستان‌های واشینگتن، مانتگامری، گرین‌بریر و کنتاکی در ناحیه‌ای ملحق شد که ویلیام فلمنگ را برای چهار سال به‌طور نیمه وقت به عنوان نماینده خود انتخاب نموده بودند. با این وجود، با نقل مکان ساکنین به سمت جنوب غرب در امتداد جاده کامبرلند و گذشته از شهرستان‌های واشینگتن و گرین‌بریر در مکانی که نخست شهرستان کنتاکی، بعداً جفرسون، فیت و لنکن تشکیل گردید، مرزبندی‌ها بار دیگر تغییر نموده و کریستیان پس از مدت کوتاه دوباره به مجلس سنا بازگشت – تمامی این اتفاقات قبل از این بود که کنتاکی به عنوان یک ایالت جدید تشکیل گردد.
در ۱۳ فوریه ۱۷۷۶، او به عنوان نایب سرهنگ تیپ اول ویرجینیا گماشته شد. برادر زن کریستیان به‌نام پاتریک هنری در نخست سرهنگ این تیپ بود، اما پس از اینکه تیپ به ارتش قاره‌ای منتقل گردید، هنری از ادامه خدمت خودداری نمود و کنگره قاره‌ای کریستیان را در ۱۸ مارس ۱۷۷۶ به سرهنگ ترفیع داد. زمانی که متحدین چروکی بریتانیا تحت فرماندهی دراگینگ کانوی و اکونوستوتا در ۱۷۷۶ میلادی با ویرجینیا وارد جنگ شدند، کریستیان از مأموریت خود در ارتش قاره‌ای در ماه ژانویه کنار رفت و در عوض فرماندهی یک مأموریت بر علیه چروکی‌های بالای کوه را پذیرفت. هرچند این مأموریت حاوی نبردهای اندک بود، اما کریستیان و مردان وی برخی شهرهای چروکی‌ها را تخریب نموده و بعضی از رؤسای قبایل آنها را وادار نمودند تا به صلح تن دهند. کریستیان یکی از اعضای کمیسیونی بود که «معاهده جزیره سولانی هولستون» را با قبایل چروکی مذاکره نموده و در ۲۰ ژوئیه ۱۷۷۷ به امضاء رساند. او در معاهده دوم با چروکی‌ها در ۱۷۸۱ میلادی نیز عضو کمیسیون مذاکره کننده بود.

## اواخر زندگی و میراث
کریستیان، خانواده و برده‌های خود را در ۱۷۸۵ میلادی به جای منتقل نمود که بعداً شهرستان جفرسون، کنتاکی و دهکده لوییویل شد. کریستیان در نزدیکی سیاستمدار و پیشگام آمریکایی، الکساندر اسکات بولت (کسی که با یکی از دختران کریستیان ازدواج نموده و خانواده تشکیل داد) مزرعه‌ای را تأسیس نموده و ۹٬۰۰۰ آکر (۳۶ کیلومتر مربع) زمین که به عنوان بخشش در مقابل خدمت نظامی به وی وعده شده بود را در آنجا تصاحب کرد.
هرچند جنگ انقلاب آمریکا پایان یافته بود، اما بومی‌های آمریکایی هنوز هم به دفاع از زمین خود در مقابل مهاجرین آمریکایی ادامه می‌دادند. کریستیان و همسر وی برای تأسیس فورت ویلیام، کنتاکی همکاری نموده و کریستیان ساخت پدافندهای دفاعی در مقابل حملات بومیان آمریکایی را در مکانی که حالا لوییویل است، هدایت کرد. به عنوان یکی از مجرب‌ترین افسرهای نظامی در کنتاکی، او در ۱۷۸۶ میلادی مأموریتی را بر علیه بومی‌های آمریکایی در شمال رود اوهایو رهبری نمود. او در ۹ آوریل در جریان یک زدوخورد در نزدیکی مکان امروزی شهر جفرسونویل، ایندیانا به قتل رسید.
نیروهای وی جسد کریستیان را برای خاکسپاری در گورستان بلیت در مزرعه اوکسمور به شهرستان جفرسون، کنتاکی آوردند. چندی بعد پسر وی نیز در همان گورستان به خاک سپرده شد. بیوه وی به سمت شرق نقل مکان نموده و در ۱۷۹۰ میلادی در نورفک، ویرجینیا فوت کرد. دو دختر آنها در ۱۸۰۶ میلادی در شهرستان جفرسون فوت نموده و جوان‌ترین دختر آنها با ویلیام فیشبک ازدواج نموده و در ۱۸۴۰ میلادی درگذشت. خانه سابقه چوبی الواری کریستیان در کنتاکی هنوز هم پابرجا است.
چندین مکان به افتخار وی یا اعضای خانواده او نام‌گذاری شده‌است، از جمله:
- کریستیان‌بورگ، ویرجینیا
- شهرستان کریستیان، ایلینوی
- شهرستان کریستیان، کنتاکی[۹]
- شهرستان کریستیان، مِیزوری